# Província de Concepción (Xile)

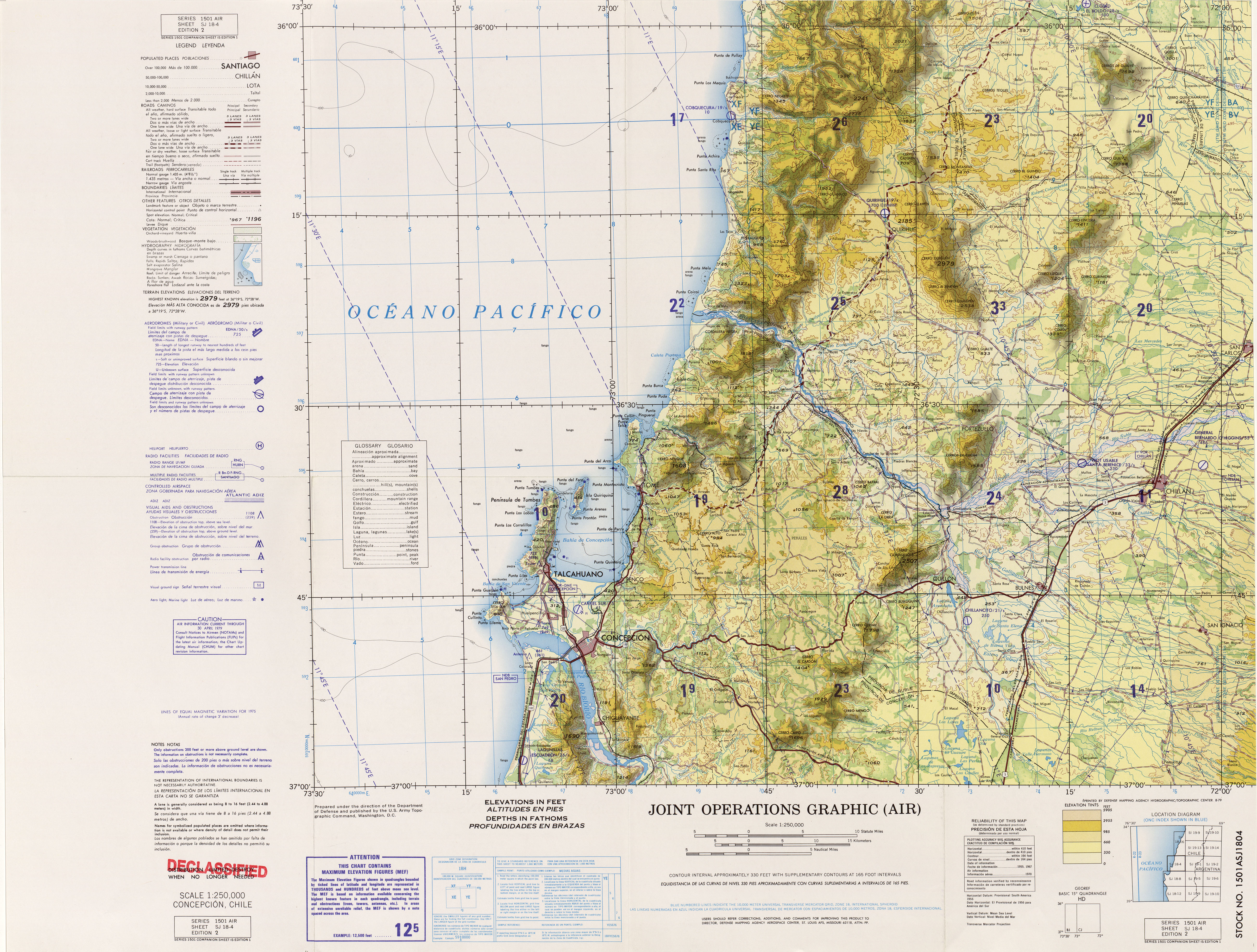
Província de Concepción

La província de Concepción és una província xilena al centre-sud del país, a la regió del Biobío. Limita amb les províncies de Bío-Bío, Arauco, la regió de Ñuble, i l'oceà Pacífic. Segons el cens del 2002, la ciutat de Concepción és la seva capital provincial, amb 912.889 habitants en tota la província, 216.061 d'ells a la capital.